# Manuela Martínez
Manuela Martínez de la Presa (Buenos Aires, Argentina; 20 de agosto de 1999), más conocida como Manuela Martínez, es una cantante, compositora, estudiante y guitarrista argentina.

## Biografía
Hija de Carolina de la Presa y el cantautor Andrés Ciro Martínez. Estudia letras en la Universidad de Buenos Aires.
En 2010 participó con su guitarra en la canción «Vas a bailar», del grupo musical de Argentina Ciro y los Persas. Posteriormente participó también en las canciones «Me gusta», «Luz» (como coautora) y «Dice».
En enero de 2014, hizo su debut en vivo en un concierto de Ciro y los Persas, grupo musical liderado por su padre Andrés Ciro Martínez, luego fue invitada a tocar con el grupo en el festival Cosquín Rock de ese mismo año, cantando una canción escrita por ella titulada «Fotos del ayer». En abril la artista toco de nuevo junto al grupo de Argentina Ciro y los Persas, en el concierto dado en el Estadio Arquitecto Ricardo Etcheverri ante más de 30 mil personas.
En enero de 2019, fue telonera de Ciro y los Persas, junto con La Que Faltaba y El Plan de la Mariposa, en el concierto dado en Mar del Plata, en el marco del Movistar Free Music, ante más de 135 mil personas.
En febrero de 2020, la canción «Fotos del ayer» fue lanzada como sencillo. Un mes después fue publicado el video oficial de dicha canción. El 22 de mayo fue lanzado su segundo sencillo titulado «Descalzo».

## Discografía

### Álbumes de estudio
- 2020, Diecinueve
- 2024, Día de verano

### Sencillos
- 2020, «Fotos del ayer»
- 2020, «Descalzo»
- 2022, «Manantial» [12][13]
- 2022, «Ya será» (con Jorge Serrano)[14][15]
- 2023, «Cuando el sol está ahí»
- 2023, «Y vos decís que me gustás» (con Anyi)
- 2024, «Cuando el sol está así»
- 2025, «Luna llena»

## Videografía
- 2020, «Fotos del ayer»
- 2020, «Descalzo»
- 2021, «Fuimos»
- 2025, «Luna llena»